# Terra Nova (serial telewizyjny)
Terra Nova – amerykański serial science fiction, którego premiera nastąpiła 26 września 2011 na antenie amerykańskiej telewizji FOX, zaś w Polsce premiera odbyła się 2 października tego samego roku również na kanale FOX.
6 marca 2012 stacja FOX oznajmiła, iż nie planuje realizować drugiego sezonu serialu. Seria miała zostać anulowana, lecz dwa dni później serialem zainteresowała się stacja Netflix. 27 marca tego samego roku stacja wydała oświadczenie, że rezygnuje ze współpracy. 20th Century Fox zaznaczył, że istnieje możliwość kontynuacji w sytuacji zakupu serialu przez inną sieć.

## Fabuła
Akcja serialu zaczyna się w roku 2149, kiedy życie na Ziemi jest zagrożone całkowitym wyginięciem (ze względu na zanieczyszczenie powietrza i przeludnienie). Podczas eksperymentu naukowcy przypadkowo odkrywają dziurę w czaso-przestrzeni, która prowadzi 85 milionów lat w przeszłość do równoległej rzeczywistości. Organizowana jest loteria, której zwycięzcy, zwani pielgrzymami, w grupach przenoszą się w przeszłość do kolonii zwanej Terra Nova. Wśród nich jest rodzina Shannonów.

## Obsada
- James „Jim” Shannon (Jason O’Mara) – były policjant, obecnie zaufany oficer Taylora. Mąż Elisabeth, ojciec Josha, Maddy i Zoey. Trafił na dwa lata do więzienia z powodu ukrywania trzeciego dziecka. Udało mu się uciec z pomocą Elisabeth i przemycić Zoey do Terra Novy.
- dr Elisabeth Shannon (Shelley Conn) – lekarka, żona Jima; w młodości spotykała się z Malcolmem. Ma hinduskie korzenie. Posiada szeroki zakres wiedzy w zakresie biologii.
- Josh Shannon (Landon Liboiron) – syn Jima i Elisabeth. Tak, jak ojciec ma biały kolor skóry i brązowe włosy. Lekkomyślny i impulsywny. Był związany z Karą, w pierwszych odcinkach miał romans ze Skye.
- Maddy Shannon (Naomi Scott) – siostra Josha. Jest podobna do matki: wysoka, smukła i ciemnoskóra. Uwielbia się uczyć. Spotyka się z Markiem.
- Zoe Shannon (Alana Mansour) – najmłodsza, pięcioletnia córka Jima i Elisabeth. Przemycona do Terra Novy przez ojca, Ciemnoskóra, jak jej matka i siostra.
- Commander Nathaniel Taylor (Stephen Lang) – głównodowodzący zarządzaniem Terra Novy. Mąż Ayani, ojciec Lucasa. Adoptował Skye. Tajemniczy i pochmurny, ale też wrażliwy.
- Mira (Christine Adams) – przywódczyni Sixersów, rebeliantów przeciwko Taylorowi, potem prawa ręka Lucasa. Afroamerykanka. Jest matką dziewczynki żyjącej w 2149 roku. W ostatnim odcinku wraz z pozostałymi Sixersami udaje się po zniszczeniu Hoat Plazy w miejsce, gdzie prawdopodobnie znajduje się druga szczelina czasowa.
- Skye Tate (Allison Miller) – przybrana córka Taylora. Szpiegowała dla Sixersów, aby wyleczyli jej matkę Deborę z febry. Piękna i twardo stąpająca po ziemi dziewczyna, ma delikatne rysy twarzy i jasnobrązowe włosy. Jest zakochana w swoim najlepszym przyjacielu Joshu, z którym przeżywa pocałunek w 4 odcinku.
- dr Malcolm Wallace (Rod Hallett) – dowódca personelu naukowego w Terra Novie. Kiedyś był związany z Elisabeth.
- por. Washington „Wash” – zastępczyni Taylora. Odważna i waleczna.; ginie w 12 odcinku z rąk Lucasa.
- Lucas Taylor (Ashley Zukerman) – syn Taylora i Ayani. Nienawidzi ojca, odkąd w 2138 roku nie uratował Ayani. Naukowiec. Zbudował portal czasowy w obie strony, aby ludzie z 2149 roku mogli pobierać z przeszłości surowce naturalne. Pod koniec sezonu na krótko przejmuje Terra Novę. W ostatnim odcinku zostaje postrzelony, ale udaje mu się przeżyć.
- Mark Reynolds (Dean Geyer) – młody i przystojny oficer Taylora. Chłopak Maddy.
- Kara (Romy Pulier) – zmarła dziewczyna Josha. Sprowadzona na jego prośbę przez Sixersów; zginęła zaraz po przybyciu do Terra Novy, w odcinku 12.

## Odcinki
| Seria | Odcinki | Premiera serii   | Finał serii     | Premiera serii      | Finał serii     |
| ----- | ------- | ---------------- | --------------- | ------------------- | --------------- |
| 1     | 13      | 26 września 2011 | 19 grudnia 2011 | 2 października 2011 | 25 grudnia 2011 |

### Spis odcinków
| Światowa premiera | Polska premiera | Nr | Angielski tytuł |
| ----------------- | --------------- | -- | --------------- |
|                   |                 |    |                 |
| SERIA PIERWSZA    |                 |    |                 |
|                   |                 |    |                 |
| 26.09.2011        | 02.10.2011      | 01 | Genesis         |
| 26.09.2011        | 02.10.2011      | 02 | Genesis         |
|                   |                 |    |                 |
| 03.10.2011        | 09.10.2011      | 03 | Instinct        |
|                   |                 |    |                 |
| 10.10.2011        | 16.10.2011      | 04 | What Remains    |
|                   |                 |    |                 |
| 17.10.2011        | 23.10.2011      | 05 | The Runaway     |
|                   |                 |    |                 |
| 31.10.2011        | 06.11.2011      | 06 | Bylaw           |
|                   |                 |    |                 |
| 07.11.2011        | 13.11.2011      | 07 | Nightfall       |
|                   |                 |    |                 |
| 14.11.2011        | 20.11.2011      | 08 | Proof           |
|                   |                 |    |                 |
| 21.11.2011        | 27.11.2011      | 09 | Vs.             |
|                   |                 |    |                 |
| 28.11.2011        | 11.12.2011      | 10 | Now You See Me  |
|                   |                 |    |                 |
| 12.12.2011        | 18.12.2011      | 11 | Within          |
|                   |                 |    |                 |
| 19.12.2011        | 25.12.2011      | 12 | Occupation      |
|                   |                 |    |                 |
| 19.12.2011        | 25.12.2011      | 13 | Resistance      |
|                   |                 |    |                 |